# Harbridge
Harbridge est un petit village situé à environ quatre kilomètres au nord de Ringwood et à une distance similaire au sud de Fordingbridge, dans le sud-ouest du Hampshire, en Angleterre. Il est situé dans la paroisse civile d'Ellingham, Harbridge et Ibsley.

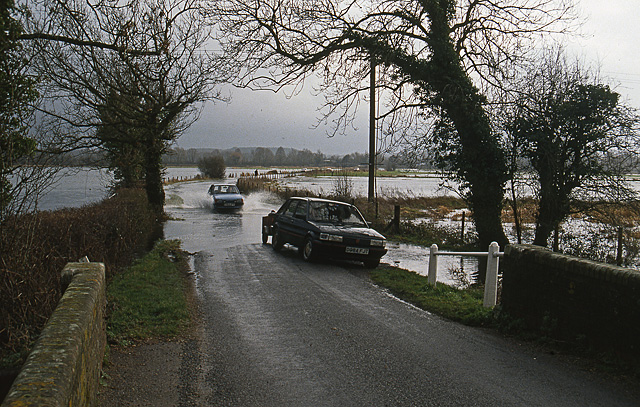
Inondations à Harbridge.

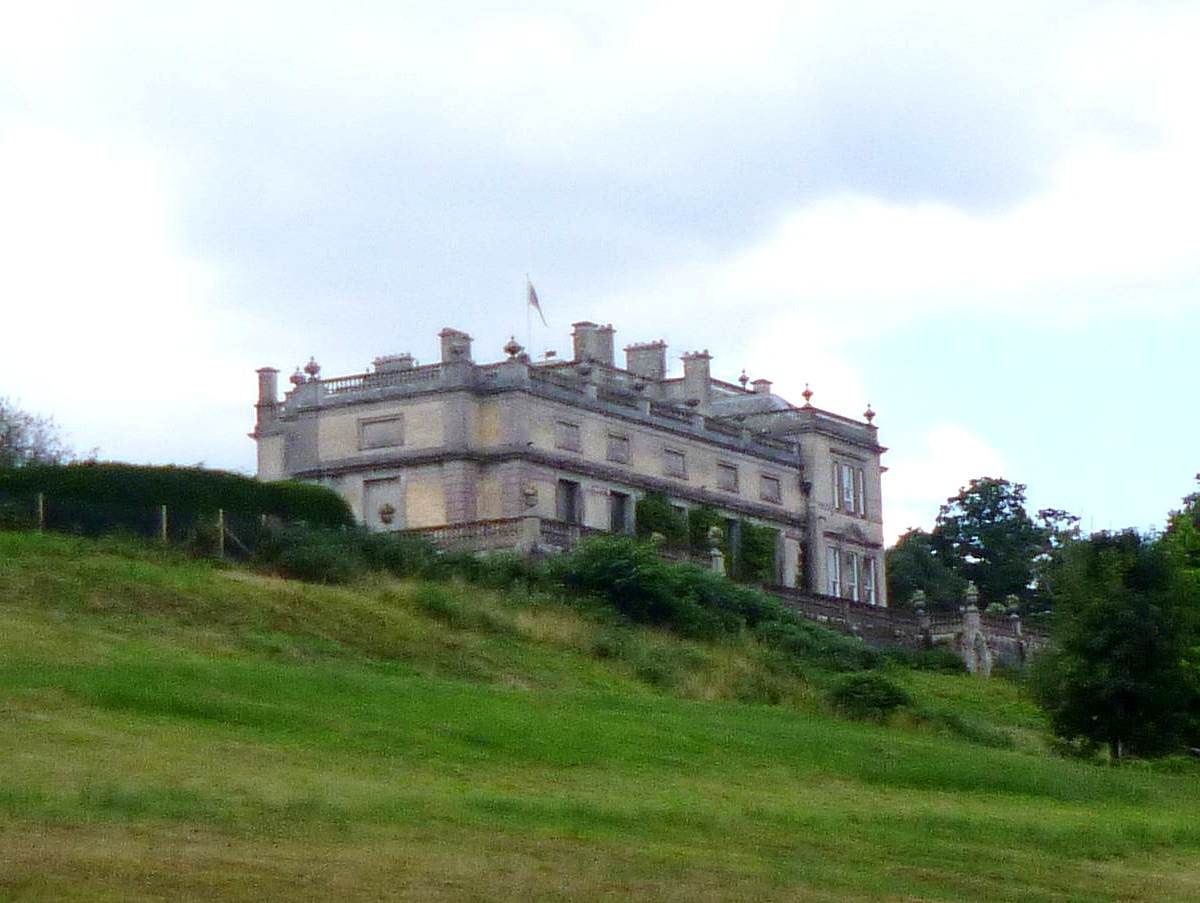
Somerley House.

## Vue d'ensemble
Le village de Harbridge se trouve au bord de la basse prairie à l’ouest de la rivière Avon.
Au sud se trouve Somerley, résidence des comtes de Normanton.

## Histoire
Le nom Harbridge signifie probablement « le pont de Hearda ».
Dans le Domesday Book de 1086, Bernard le chambellan tenait Harbridge du roi. Avant 1066, il était détenu par Ulveva. Harbridge est connu comme un manoir au début du XVe siècle.
Au début du XIXe siècle, le manoir passe au comte de Normanton et se trouve à proximité d'Ibsley et  Ellingham ; il devient une partie de la succession de Somerley.
Harbridge a été une paroisse civile jusqu'en 1974, date à laquelle la paroisse a été fusionnée avec les paroisses d'Ellingham et d'Ibsley.
L'église de « Tous les saints », composée du chœur, de la nef et de la tour ouest, a été reconstruite en 1838. La tour conserve sa maçonnerie du XVe siècle, mais a été reconstruite au XIXe siècle.